# Superintendentialkurator
Der Superintendentialkurator ist die weltliche Leitung einer Superintendentur der Evangelischen Kirche A.B. in Österreich. Gemeinsam mit dem Superintendenten leitet der Superintentendialkurator eine der 7 Diözesen der Kirche.

## Aufgaben
Die Hauptaufgaben bestehen darin, die weltliche Vertretung nach außen zu übernehmen, die Gemeinden bei Entscheidungsfindungen zu unterstützen, Koordination zwischen Pfarrgemeinden der Superintendentur zu organisieren sowie die Superintendentur auf der Synode der Gesamtkirche zu vertreten und repräsentieren. Eine weitere zentrale Aufgabe ist die Organisation und Begleitung der Visitationen der Pfarr- und Teilgemeinden einer Superintendenz.
Der Superintendentialkurator gehört qua Amt der Superintendentialversammlung und dem Superintendentialausschuss an.

## Amtszeit und Wahl
Der Superintendentialkurator wird von der Superintendentialversammlung der jeweiligen Superintendentur gewählt. Wählbar ist jedes wahlfähige weltliche Mitglied der Evangelischen Kirche A.B. in dieser Superintendenz. Gewählt ist die Person, die eine Zweidrittelmehrheit erreicht hat. Die Amtszeit beträgt 6 Jahre. Die Presbyterien der Pfarrgemeinden können, nach Ausschreibung der Wahl, bis zu zwei Kandidaten vorschlagen.